# Tourmalina 2003
Tourmalina 2003 es la segunda gira mundial, la cantante y actriz Natalia Oreiro.

## Historia
Tourmalina es la segunda gira mundial de la cantante y actriz Natalia Oreiro. El nombre fue creado por una combinación de nombres de su primera gira "Tu Veneno Tour" y el nombre de su último CD, Tour - Turmalina = "Tourmalina". La gira tuvo lugar entre septiembre y noviembre de 2003 y fue muy limitada. Se realizaron conciertos en sólo dos países, Argentina y Rusia. Originalmente se hablaba de la posibilidad de más conciertos en Hungría e Israel, pero al final no salió nada concreto. La gira Tourmalina sólo tuvo un total de 10 conciertos.
Durante el show, se hizo un recorrido de las canciones de los 3 álbumes de estudio: Natalia Oreiro, Tu Veneno y Turmalina. Todas las canciones fueron interpretadas en vivo, acompañado por dos coristas y su banda. La banda tenía una composición similar a la del Tour “Tu Veneno”, y sólo hubo un intercambio de voces. Ahora, con Coti Sorokin, y Soledad Prat.

## La Gira Tourmalina
La gira comenzó con un concierto en Buenos Aires el día 30 de septiembre de 2003 y continuó por ocho ciudades en Rusia. Natalia estuvo acompañada por su marido, Ricardo Mollo. El primer concierto se celebró el 30 de septiembre de 2003 en el “Skate Kremlin Palace” de Moscú. Asistiendo a ambos conciertos más de 10 000 personas. En el concierto de San Petersburgo, asistieron más de 8.000 personas. El Tour cosechaba un gran éxito en otras ciudades. El último concierto tuvo lugar el 12 de De octubre en la ciudad de Nizhny Novgorod en Rusia.
Incluso cuando los aficionados de otros países europeos tenían la esperanza de que Natalia Oreiro visitara sus países, así lo hizo, pero solo en plan de promoción, visitando países como: Israel, Hungría, Filipinas, Eslovaquia. Esta gira finalizó con el segundo y último concierto en Argentina, en la ciudad de Rosario en el teatro “El Círculo”, el 21 de noviembre de 2003. En esta gira, Natalia tenía un traje completamente distinto que en giras anteriores. Su estilo se reencarna en una heroína de cómic, “Turmalina”. A lo largo del show aparecía en el escenario con un vestido corto de color blanco con alas de color rojo en la espalda. Al final del concierto usaba un vestido rojo. Para esta gira, se ha creado una escena especial, en la tela de fondo redondo, colgando 2 pantallas enormes, en los que se reflejaba en forma de películas, vídeos o fotos. También era la primera vez que Natalia usaba un sofá como parte de la escenografía en una de sus giras

## Lista de canciones
1. Que digan lo que quieran
2. Huracán
3. Que si, que si
4. Gitano corazón
5. Como te olvido
6. Nada más que hablar
7. Valor
8. Si me vas a dar tu amor
9. Por verte otra vez
10. Sabrosito y dulzón
11. Amor fatal
12. Alas de libertad
13. Un ramito de violetas
14. Y te vas conmigo
15. Cambio dolor
16. Caliente
17. No soporto
18. No va más
19. Río de la Plata
20. Me muero de Amor
21. Tu veneno

Bonus (Conciertos en Argentina)
- Cuesta arriba, cuesta abajo

Bonus (Conciertos en Rusia)
- Cambio Dolor

Concierto en Rosario (Argentina) el 21 de noviembre de 2003
1. Que digan lo que quieran
2. Huracán
3. Que si, que si
4. Gitano corazón
5. Como te olvido
6. Nada más que hablar
7. Medley: Valor / Si me vas a dar tu amor / Por verte otra vez
8. Sabrosito y dulzón
9. Amor fatal
10. No va más
11. Y te vas conmigo
12. No soporto
13. Cambio dolor
14. Un ramito de violetas
15. Caliente
16. Río de la Plata
17. Me muero de Amor
18. Tu veneno
19. Cuesta arriba, cuesta abajo

## Giras
| Tourmalina 2003          |                 |           |                         |
| Fecha                    | Ciudad          | País      | Lugar                   |
| Argentina                |                 |           |                         |
| 20 de septiembre de 2003 | Buenos Aires    | Argentina | Gran Rex                |
| Rusia                    |                 |           |                         |
| 30 de septiembre de 2003 | Moscú           | Rusia     | Skate Kremlin Palace    |
| 1 de octubre de 2003     | Moscú           | Rusia     | Skate Kremlin Palace    |
| 3 de octubre de 2003     | San Petersburgo | Rusia     | Ice Palace Arena        |
| 5 de octubre de 2003     | Rostov na Don   | Rusia     | Óblast de Rostov.       |
| 7 de octubre de 2003     | Volgograd       | Rusia     | Palacio De Los Deportes |
| 9 de octubre de 2003     | Ufá             | Rusia     | Prokudin-Gorskii        |
| 12 de octubre de 2003    | Yaroslavl       | Rusia     | Arena 2000              |
| 15 de octubre de 2003    | Nizhny Novgorod | Rusia     | Máximo Gorki.           |
| Argentina                |                 |           |                         |
| 21 de noviembre de 2003  | Rosario         | Argentina | El Círculo              |

## Personal
- Voz Principal: Natalia Oreiro
- Coros: Coti Manigot
- Coros: Soledad Prat
- Teclados: Diego Hernán Ortells
- Guitarra Eléctrica: Gustavo David Luciani
- Guitarra: Marcelo Bernardo Wengrowski
- Guitarra: Tito Fargo
- Batería: Júlio Fabián Morales
- Bajo: Fabio Daniel Ávila
- Trompeta: Ervin Stutz Ricardo

- Datos: Q6151242